# Salvador de la Encina
Pour les articles homonymes, voir de la Encina.
Salvador Antonio De la Encina Ortega, né le 8 mai 1958 à Ceuta, est un professeur, avocat et homme politique espagnol membre du Parti socialiste ouvrier espagnol (PSOE).

## Biographie

### Vie privée
Il est marié est marié et père de deux enfants.

### Formation et profession
Salvador de la Encina est titulaire d'une licence en droit obtenue à l'université de Grenade et d'un doctorat en droit de l'université Roi Juan Carlos.
Il s'inscrit au barreau des avocats de Cadix en 1985 et travaille comme avocat en droit du travail pour le compte de l'Union générale des travailleurs (UGT) jusqu'en 1993. À cette date, il choisit de se consacrer à l'enseignement universitaire de droit du travail et de la sécurité sociale jusqu'en 2003.
Le 21 mars 2019, l'agence Europa Press indique que le gouvernement le nommera le lendemain en conseil des ministres président de l'entreprise publique Puertos del Estado, qui gère les 46 ports d'intérêt général du pays. Il entre en fonction le 23 mars.

### Premières responsabilités
Il s'inscrit au Parti socialiste ouvrier espagnol ainsi qu'à l'UGT en octobre 1984. Il devient partenaire de la Croix-Rouge espagnole et préside l'assemblée de l'organisme à Algésiras entre 1986 et 1989.
Entre 1994 et 1996, il exerce les fonctions de délégué du département du Travail, de l'Industrie, du Commerce et du Tourisme de la Junte d'Andalousie dans la province de Cadix.

### Député national vétéran
Il est investi en troisième position sur la liste présentée par le parti dans la circonscription de Cadix et conduite par Alfonso Perales à l'occasion des élections générales de mars 1996. Après le scrutin qui voit l'élection de quatre représentants socialistes, il fait son entrée au Congrès accompagné de Perales, Carmen Romero et Sergio Moreno Monrové. Il siège dans les commissions du Budgets et des Relations avec le Tribunal des comptes et exerce la responsabilité de porte-parole adjoint à la commission mixte pour l'étude du problème des drogues entre juin 1998 et janvier 2000. Il est réélu en mars 2000 et nommé secrétaire général adjoint du groupe parlementaire socialiste pour toute la durée de la législature. Pour les élections de mars 2008, il est rétrogradé à la quatrième place sur la liste du parti menée par Alfredo Pérez Rubalcaba mais conserve cependant son mandat. Au Congrès, il est porte-parole de la commission de l'Équipement puis président de celle-ci à compter d'avril 2009. Il est membre de la députation permanente.
Dans un contexte généralisé de déroute socialiste et alors que le PSOE n'a remporté que trois sièges dans la circonscription, il échoue à maintenir son siège lors des élections législatives de décembre 2011 et doit quitter le palais des Cortes. Il reprend alors son métier de professeur. En janvier 2015, il est nommé directeur général de l'Agence publique du Logement et de la Réhabilitation par le conseiller à l'Équipement et au Logement de la Junte d'Andalousie. Au mois de juillet cependant, la démission de Manuel Chaves — requise par Ciudadanos pour soutenir l'investiture de Susana Díaz à la présidence de la communauté autonome — permet son retour à la chambre basse des Cortes. Durant son bref mandat, il se charge de la deuxième vice-présidence de la commission de l'Environnement.
Il est choisi pour mener la liste du parti dans la province de Cadix à l'occasion des élections générales de décembre 2015. Ainsi réélu, il occupe la première vice-présidence de la commission de l'Équipement et le porte-parolat adjoint à la commission des Affaires étrangères. Candidat à un nouveau mandat lors du scrutin anticipé de juin 2016, il maintient son fauteuil et ses attributions parlementaires.
Il est élu délégué par les militants du PSOE de Cadix pour représenter la fédération provinciale au cours du 39e congrès fédéral du PSOE de juillet 2017.

### Président des Ports de l'État
Sur proposition du ministre de l'Équipement José Luis Ábalos et après délibération du conseil des ministres, Salvador de la Encina est nommé président de l'organisme public Ports de l'État (Ente público Puertos del Estado) le 23 mars 2019,. À ce poste, il est chargé d'exécuter la politique portuaire du gouvernement espagnol et de la coordination et du contrôle du système portuaire national formé par 28 autorités portuaires administrant 46 ports d'intérêt général.
Après plusieurs semaines de rumeurs informant de son remplacement et ne pouvant compter sur le soutien public du ministre des Transports, des Mobilités et des Programmes urbains, il est relevé de ses responsabilités administratives le 26 février 2020 et remplacé par le président de l'autorité portuaire de Castellón Francisco Toledo, membre du cercle d'influence du ministre,,.